# Remolcador de empuje

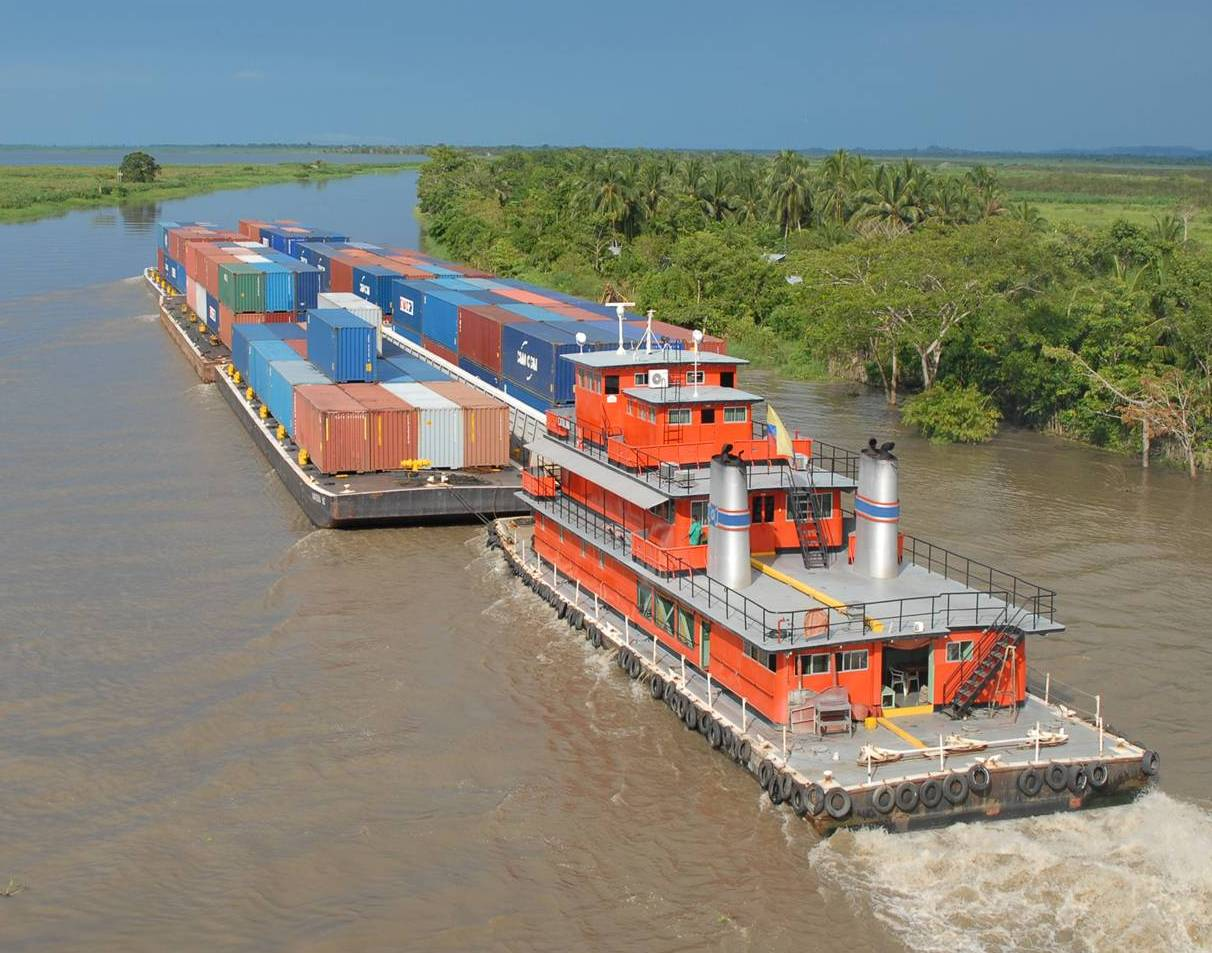
Empujador Fluvial en el río Magdalena.

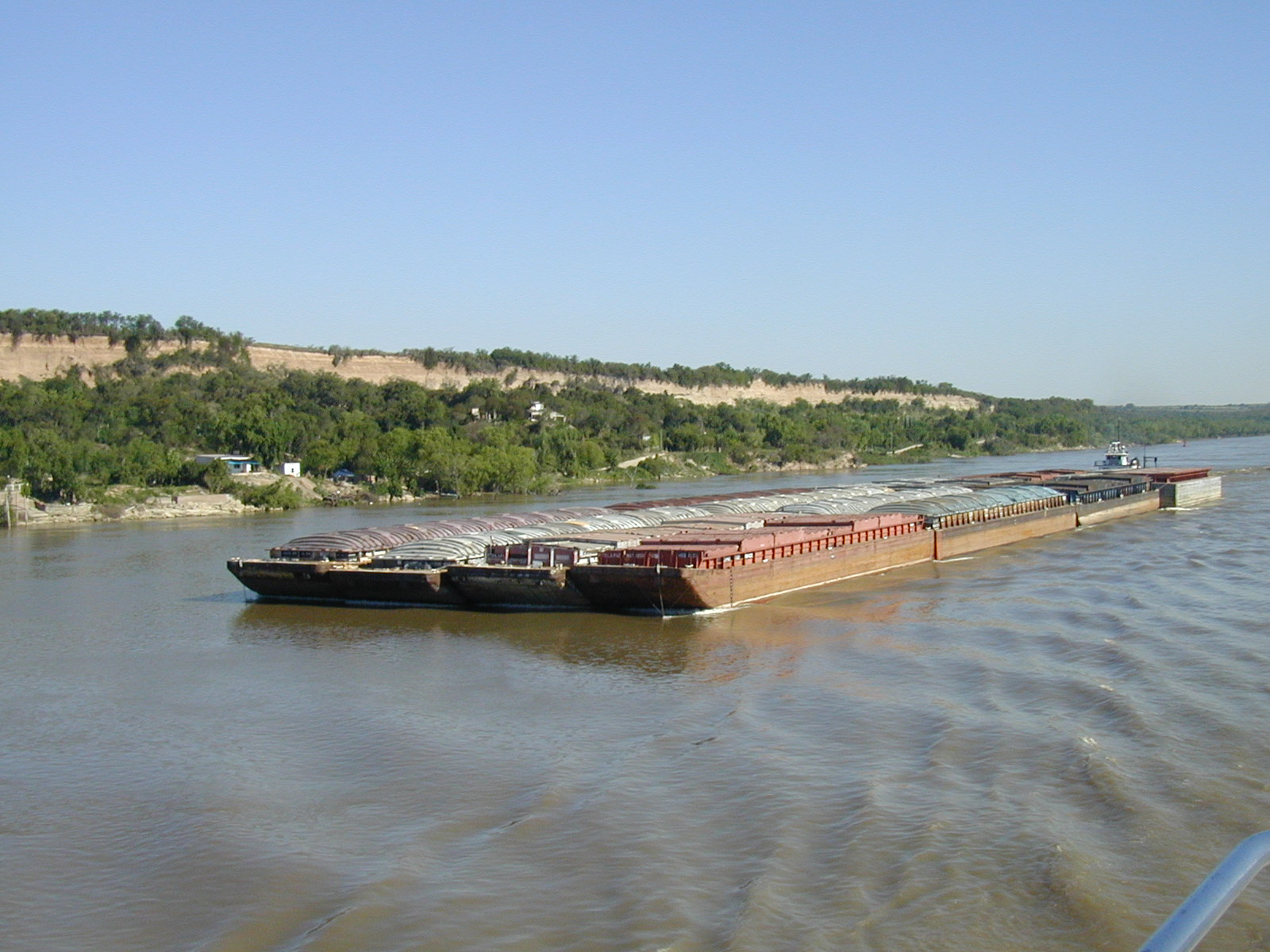
Tren de barcazas en el río Paraná.

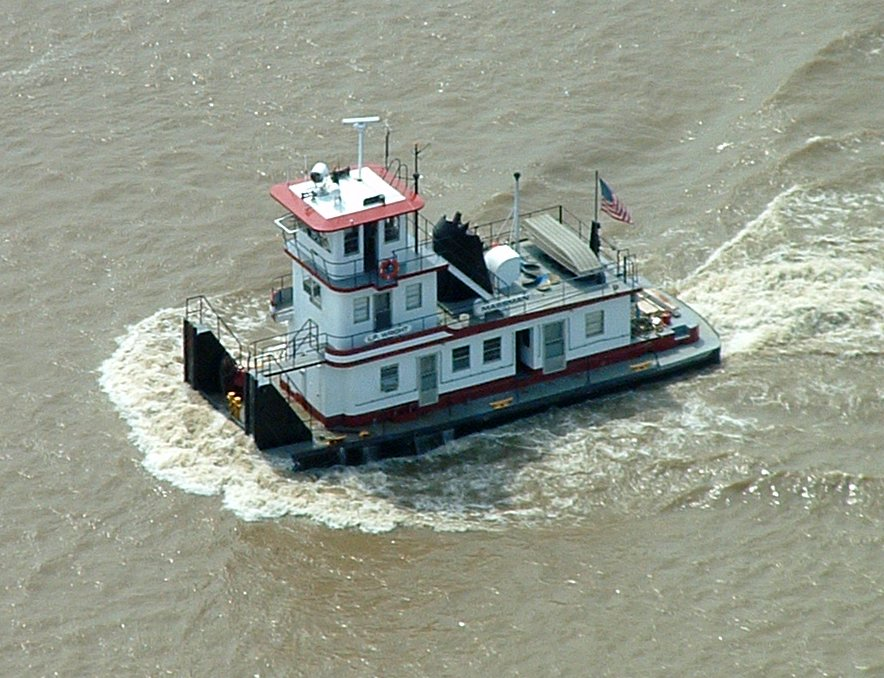
Remolcador de empuje del río Misisipi.

El remolcador por empuje o empujador fluvial es aquel que, como su nombre lo indica, ejerce su misión empujando.
Son muy empleados en la cuenca del río Mississipi, en el sistema de ríos y canales de Europa, en los grandes ríos de Asia (principalmente en la China), en el río Amazonas (Perú y Brasil), en la hidrovía Paraná - Paraguay y en el río Magdalena en Colombia.
Generalmente empujan un conjunto de barcazas o gabarras constituyendo el denominado tren de empuje o convoy.
Estas barcazas de la hidrovía Paraná-Paraguay desplazan aproximadamente 1500 toneladas cada una y dependiendo de la potencia del empujador se ha llegado a formar convoy de 36 y ocasionalmente 42 barcazas de ellas (56000 toneladas de carga) en el trayecto desde Barranqueras (Chaco) hasta San Lorenzo (Santa Fe), siendo lo más común en la Hidrovía Parana -Paraguay convoyes de 20. Se estima que por cada HP de potencia del remolcador, dependiendo de la configuración del diseño y otros factores, este puede empujar de 6 a 15 toneladas métricas de carga.